# Kościół św. Stanisława Biskupa i Męczennika w Węgorzewie Szczecineckim
Kościół św. Stanisława – katolicki kościół filialny, zlokalizowany w Węgorzewie, w gminie Okonek. Należy do parafii Wniebowzięcia Najświętszej Maryi Panny w Lotyniu.

## Historia
Ufundowaną przez rodzinę Wagnerów dla miejscowych protestantów świątynię (zbór) oddano do użytku w 1791. Jako katolicki poświęcony 1 października 1956 (przejęty został już w 1945). Remont wieży przeprowadzono w 1970, a w latach 1984-1985 do wnętrza wmurowano nowe ściany, usunięto empory i część słupów. 
Kościół znajduje się w bardzo złym stanie technicznym. Lokalna społeczność od 2014 podejmuje działania mające na celu ratowanie obiektu.

## Architektura
Świątynia salowa, orientowana, zbudowana z muru pruskiego na rzucie prostokąta, kryta dachem pokrytym łupkiem. Wieża z 1792 o takim samym rzucie, przylega od zachodu. Hełm i iglica wieży (z chorągiewką, na której wybito datę 1791) pokryte blachą ocynkowaną. W 1984 wejście przemieszczono na ścianę wschodnią. Zamurowano wówczas stare wejście główne (przez wieżę) i pozostałe drzwi.

## Wyposażenie
Ołtarz główny jest późnobarokowy, a jego podstawę stanowią fragmenty chrzcielnicy z 1626. Ambona pochodzi z XVII wieku. 

## Otoczenie
Obiekt otoczony murem z kamienia polnego z bramkami flankowanymi słupami z cegły.
Na metalowej dzwonnicy wisi dzwon Święty Maksymilian Maria Kolbe z 1972.

## Galeria

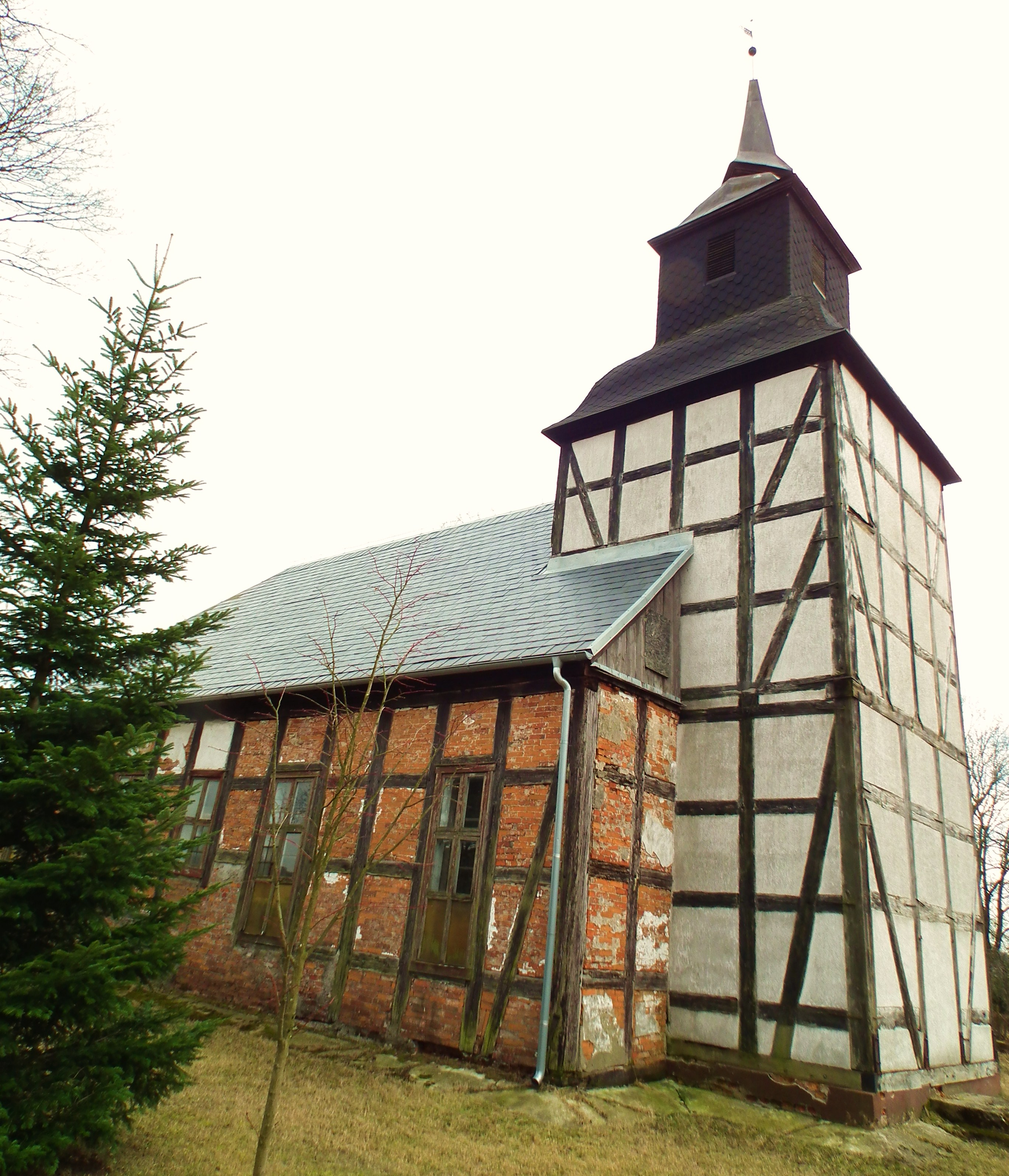
Wieża
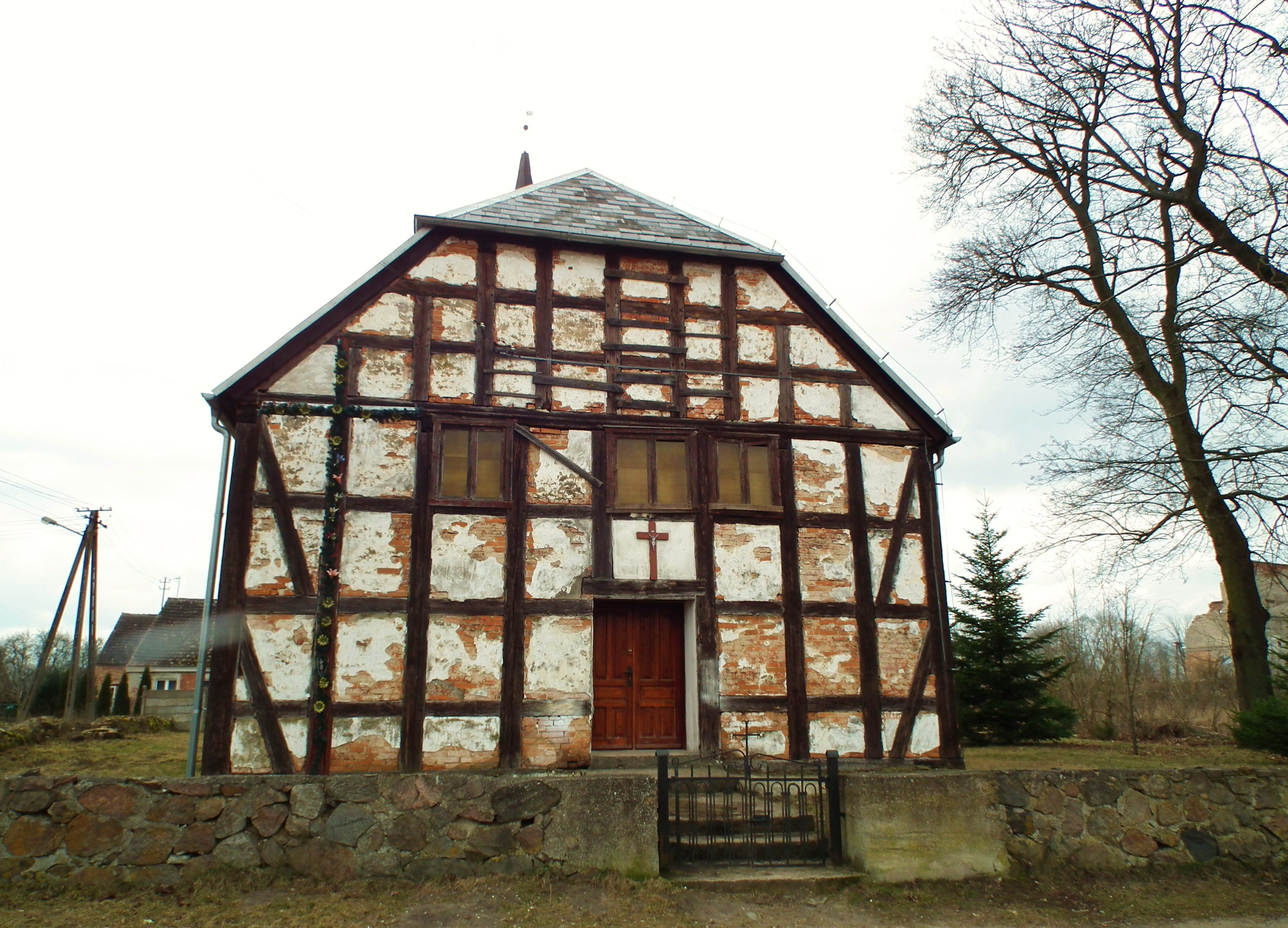
Prezbiterium
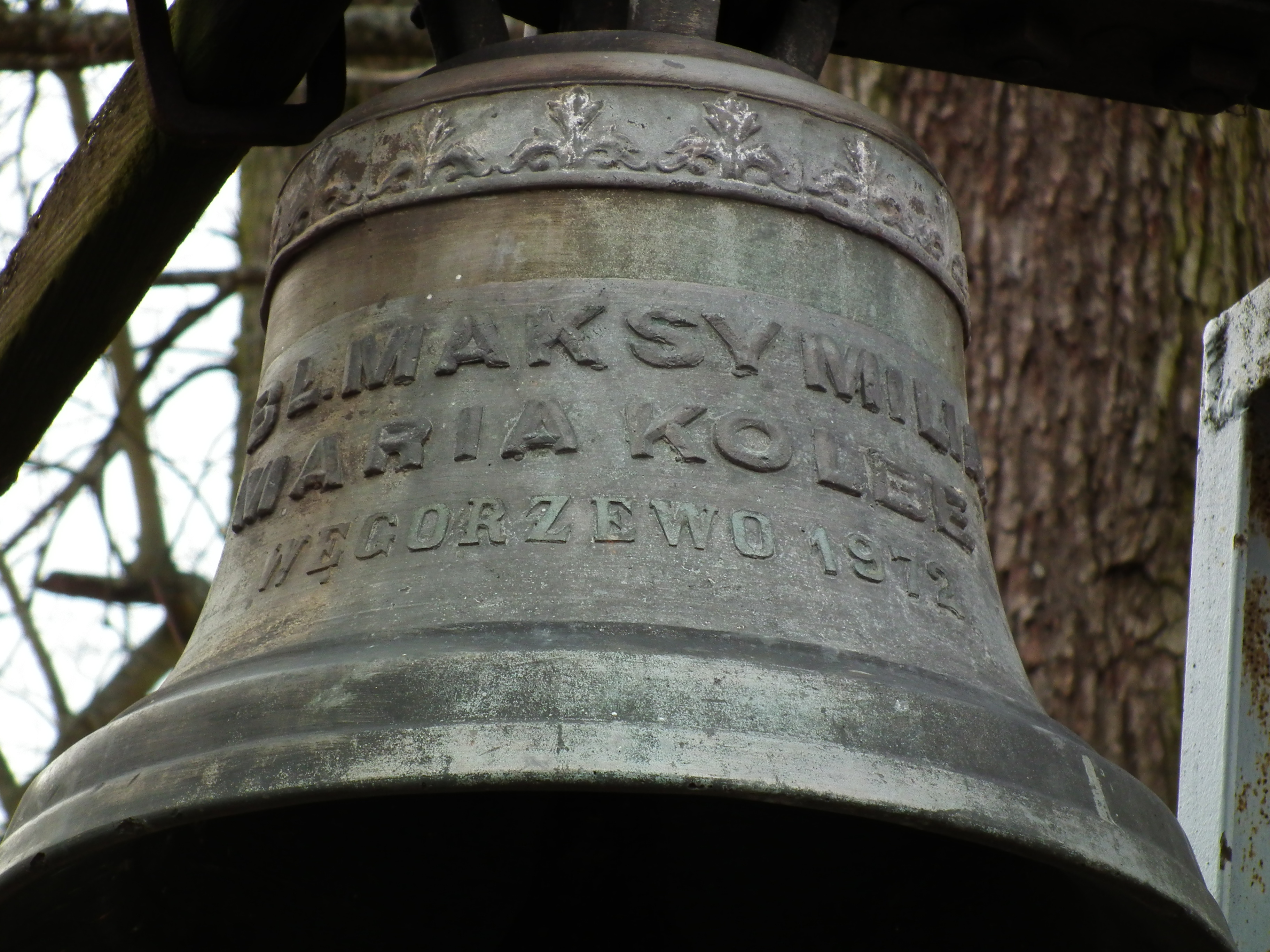
Dzwon